# Arye-Maimon-Institut für Geschichte der Juden
Das Arye Maimon-Institut für Geschichte der Juden (AMIGJ) ist eine wissenschaftliche Einrichtung der Universität Trier. Es wurde im Wintersemester 1996/97 als Institut für Geschichte der Juden (IGJ) von Alfred Haverkamp gegründet und am 4. November 1998 umbenannt, um Leben und Werk von Arye Maimon zu würdigen.
Das Institut widmet sich der Erforschung der Geschichte der Juden vornehmlich in Mittel- und Westeuropa mit Schwerpunkten im Mittelalter und in der Frühen Neuzeit. Innerhalb dieses Rahmens ist es an der Förderung und Vorbereitung von Publikationen und Tagungen sowie an der Koordination von Aktivitäten im Bereich der Geschichte der Juden beteiligt. Darüber hinaus bietet es in- und ausländischen Gästen die Möglichkeit zu wissenschaftlicher Arbeit. Internationale Kontakte bestehen zu Forschern und Institutionen in Israel, Frankreich, England, Italien, Spanien und den USA.
Mehrere durch die DFG geförderte Forschungsprojekte konnten bereits abgeschlossen werden. Derzeit ist hier u. a. ein Langzeitprojekt angesiedelt, dessen Ziel die Publikation einer umfassenden Sammlung der mittelalterlichen Quellen zur Geschichte der Juden im Reichsgebiet ist. Seit 2006 wird es von einem Direktorium geleitet, dem neben Haverkamp (bis zu seinem Tod 2021) die Trierer Professoren Lukas Clemens und Stephan Laux angehören. Dem Direktorium steht ein wissenschaftlicher Beirat zur Seite, die Arbeit koordiniert ein geschäftsführender Referent, derzeit Christoph Cluse. 